# Гандбол на літніх Олімпійських іграх 1936
Гандбол на траві на літніх Олімпійських іграх 1936 року вперше був представлений на змаганнях. В турнірі взяло участь шість команд.  
Шість команд були розбиті на дві групи по три. Кожна команда грала з двома іншими командами в своїй групі один раз. По дві найкращі команди з кожної групи вийшли у фінал, а треті команди грали один з одним за п'яте і шосте місця.
У фіналі кожна команда грала ще в одному міні турнірі. Остаточні місця були визначені за результатами кожної команди в цих останніх трьох іграх.

## Турнір
- Гра за 5/6 місця
  - Румунія 	10 – 3	 США

- Фінальний турнір

| Team      | P | W | T | L | GF | GA | GD  | Pts. |
| --------- | - | - | - | - | -- | -- | --- | ---- |
| Німеччина | 3 | 3 | 0 | 0 | 45 | 18 | +27 | 6    |
| Австрія   | 3 | 2 | 0 | 1 | 28 | 23 | +5  | 4    |
| Швейцарія | 3 | 1 | 0 | 2 | 22 | 32 | -10 | 2    |
| Угорщина  | 3 | 0 | 0 | 3 | 18 | 40 | -22 | 0    |

## Переможці
| Місце | Країна          |
| ----- | --------------- |
| 1     | Німеччина (GER) |
| 2     | Австрія (AUT)   |
| 3     | Швейцарія (SUI) |